# 上海市虹桥中学
上海市虹桥中学，是上海市长宁区的初级中学。

## 概述
1957年下半年，当时上海市西郊区鉴于西郊区附近的虹桥、新泾等地区没有一所完全中学，由上海市教育局规划和投资，征用虹桥路私人花园（王家花园）旧址，兴建上海市虹桥中学。1958年落成，贾鸿鸣担任上海市虹桥中学党支部书记兼副校长。师资由当时长宁区五四中学调来部分教师，华东师大、上海师院分配来一批本科和大专毕业生。1966年文化大革命期间受到冲击。1984年，学校归长宁区管辖。